# Shylights
『Shylights』（シャイライツ）は、1983年2月1日リリースされた稲垣潤一2枚目のスタジオ・アルバム。

## 解説
シングル曲は「ドラマティック・レイン」「ロング・バージョン」を収録。
2002年再発盤には、ボーナス・トラックとして、「シーサイド・ショット」（「夏のクラクション」B面、1987年発売ベスト盤『NEW BEST NOW』収録）を収録。
「ロンリー・ガール」はランディ・ヴァンウォーマーのカバー（1981年発売）。

## チャート成績
オリコンチャート2位を記録した。

## 収録曲
全編曲：井上鑑（#1を除く）
1. ドラマティック・レイン
  - 作詞：秋元康　作曲：筒美京平　編曲：船山基紀
  - 3rdシングル。横浜ゴム「アスペック」CMソング。
2. 風のアフロディーテ
  - 作詞：湯川れい子　作曲：日高富明
3. （揺れる心に）フェード・アウト
  - 作詞：秋元康　作曲：松尾一彦
  - マーティ・バリンによるカバーあり。
4. コインひとつのエピローグ
  - 作詞：秋元康　作曲：見岳章
5. Shylights
  - 作詞：秋元康　作曲：筒美京平
6. ロンリー・ガール （SUZI FOUND A WEAPON）
  - 作詞・作曲：Randy Vanwarmer　日本語詞：秋元康
  - ランディ・ヴァンウォーマーのカバー。
7. 恋のテクニック
  - 作詞：秋元康　作曲：安部恭弘
8. ロング・バージョン
  - 作詞：湯川れい子　作曲：安部恭弘
  - 6thシングル。横浜ゴム「アスペック」CMソング。
  - 次作『J.I.』リリース後、シングル・バージョンとしてシングルカット。
9. LONG AFTER MID-NIGHT
  - 作詞・作曲：井上鑑
  - マーティ・バリンによるカバーあり。
10. シーサイド・ショット
  - 作詞：売野雅勇　作曲：筒美京平
  - ※2002年の再発盤のみに収録

## 参加ミュージシャン
- 井上鑑- Keyboards
- 今剛- E.Guitar
- 山木秀夫・林立夫- Drums
- 岡沢茂・高水健司- Bass
- 浜口茂外也- L.Percussion
- ジョー・ストリングス- Strings
- 稲垣潤一・EVE・安部恭弘・比山貴咏史・木戸やすひろ- Chorus
- 浦田健司- Syn.Program

## カバー
（揺れる心に）フェード・アウト・LONG AFTER MID-NIGHT
- マーティ・バリン（1983年）「There's No Shoulder～一人のままで～」[注 1]